# Garreta basilewskyi
Garreta basilewskyi là một loài bọ cánh cứng trong họ Bọ hung (Scarabaeidae).